# Condado de Mille Lacs
El condado de Mille Lacs (en inglés: Mille Lacs County), fundado en 1857, es un condado del estado estadounidense de Minnesota. En el año 2000 tenía una población de 22.230 habitantes con una densidad de población de 15 personas por km². La sede del condado es Milaca aunque la ciudad más grande es Princeton.

## Geografía
Según la oficina del censo el condado tiene una superficie total de 1766 km² (681,9 mi²), de los que 1488 km² (574,5 mi²) son tierra y 278 km² (107,3 mi²) (15,74%) son agua.

## Condados adyacentes
- Condado de Aitkin - norte
- Condado de Kanabec - noreste
- Condado de Isanti - sureste
- Condado de Sherburne - sur
- Condado de Benton - suroeste
- Condado de Morrison - oeste
- Condado de Crow Wing - noroeste

### Principales carreteras y autopistas
- U.S. Autopista 169
- Carretera estatal 18
- Carretera estatal 23
- Carretera estatal 27
- Carretera estatal 47
- Carretera estatal 95

### Espacios protegidos
En este condado se encuentra el refugio nacional para la vida salvaje del Mille Lacs.

## Demografía
Según el censo del 2000 la renta per cápita media de los habitantes del condado era de 36.977 dólares y el ingreso medio de una familia era de 44.054 dólares. En el año 2000 los hombres tenían unos ingresos anuales 32.348 dólares frente a los 22.036 dólares que percibían las mujeres. El ingreso por habitante era de 17.656 dólares y alrededor de un 9,60% de la población estaba bajo el umbral de pobreza nacional.

## Localidades

### Ciudades y pueblos
- Bock
- Foreston
- Isle
- Milaca
- Onamia
- Pease
- Princeton
- Wahkon

### Municipios
| - Municipio de Bogus Brook - Municipio de Borgholm - Municipio de Bradbury - Municipio de Dailey - Municipio de East Side - Municipio de Greenbush - Municipio de Hayland - Municipio de Isle Harbor - Municipio de Kathio | - Municipio de Lewis - Municipio de Milaca - Municipio de Milo - Municipio de Mudgett - Municipio de Onamia - Municipio de Page - Municipio de Princeton - Municipio de South Harbor |

### Lugar designado por el censo
- Vineland

### Comunidades no incorporadas
- Cushing